# Fauna Europaea
Fauna Europaea, por vezes abreviado para FaEu, é uma base de dados criada com base num projecto financiado pela Comissão Europeia (2000-2004). A base inclui o nome científico e a distribuição geográfica de todos os animais multicelulares terrestres e de água doce da Europa.